# Arrondissement Neufchâteau (Belgie)
Arrondissement Neufchâteau (francouzsky: Arrondissement de Neufchâteau; nizozemsky: Arrondissement Neufchâteau) je jeden z pěti arrondissementů (okresů) v provincii Lucemburk v Belgii.
Jedná se o politický a zároveň soudní okres. Soudní okres Neufchâteau také zahrnuje pět obcí politického okresu Bastogne.

## Obyvatelstvo
Počet obyvatel k 1. lednu 2017 činil 62 777 obyvatel. Rozloha okresu činí 1354,57 km².

## Obce
Okres Neufchâteau sestává z těchto obcí:
- Bertrix
- Bouillon
- Daverdisse
- Herbeumont
- Léglise
- Libin
- Libramont-Chevigny
- Neufchâteau
- Paliseul
- Saint-Hubert
- Tellin
- Wellin